# Chortiatis (berg)
Chortiatis of Hortiatis (Grieks: Όρος Χορτιάτη, Χορτιάτης), in de oudheid bekend als Cissus (Oudgrieks: Κισσός) of Kissos, is een berg in Centraal-Macedonië, Griekenland. De berg is 1.201 meter hoog.
De berg ligt ten zuidoosten van Thessaloniki en grenst ook aan ander stedelijke gebied, met name de welvarende buitenwijk Panorama van Pylaia-Chortiatis.
Het berglandschap is bebost. Een herfstwind die op de Thermaïsche Golf voorkomt, is naar de berg vernoemd.
De berg Chortiatis speelde een cruciale rol voor de watervoorziening van Thessaloniki, van de oudheid tot de moderne tijd. In de late Byzantijnse periode (ca. 1300) voorzag het Chortaïtes-klooster op de noordelijke hellingen van de berg, de stad en de regio ten oosten hiervan van zoet water door een aquaduct waarvan de resten gedeeltelijk bewaard zijn gebleven.